# Nishada aureocincta
Nishada aureocincta är en fjärilsart som beskrevs av Debauche 1938. Nishada aureocincta ingår i släktet Nishada och familjen björnspinnare. Inga underarter finns listade i Catalogue of Life.